# Pieter Boeles (1873-1961)
Pieter Catharinus Johannes Albertus Boeles (Assen, 22 november 1873 - Leeuwarden, 6 mei 1961) was een Nederlands historicus en amateur-archeoloog en een markante persoonlijkheid binnen de Friese beweging. Hij was van beroep jurist, eerst als advocaat, later als rechter en raadsheer bij het Gerechtshof Leeuwarden. Als bibliothecaris van het Friesch Genootschap was hij conservator van het Fries Museum. Als zodanig had hij een internationale reputatie.

## Leven en werk
Boeles was een zoon van Willem Boeles en Titia Hermina Tonkes. Hij is vernoemd naar zijn grootvader Pieter Boeles. Daarnaast is hij vernoemd naar een broer van zijn vader Catharinus Johannes Albertus Boeles, die op vijfjarige leeftijd door het ijs zakte en verdronk.
Op wetenschappelijk gebied is Boeles vooral bekend geworden door zijn studie van de Friese muntvondsten. Hij beschikte over een zeer uitgebreide kennis betreffende de sceatta's, de Merovingische en Karolingische munten alsmede kennis van andere archeologische terpvondsten, voorwerpen zoals stenen, bronzen wapens en aardewerk.
De kracht van Boeles lag niet zozeer in de opgravingen zelf, maar in het bestuderen van de voorwerpen, welke ruimschoots voorhanden waren in het Fries museum en in andere collecties. Hij vervaardigde in 1908 een catalogus der meest belangrijke voorwerpen en in 1921 een gids van het Fries Museum, waarvan zijn vader een van de oprichters was. Eveneens voor dit museum schreef hij de gids door de kunstverzameling Bisschop.
Een van de belangrijke vragen waar Boeles zich mee bezighield betrof de vraag of het noorden van Nederland in het tijdperk van 500 v.Chr. tot 1000 n.Chr. wel steeds doorlopend bewoond is geweest door één en hetzelfde volk, het volk van de Friezen. Hij kwam in 1927 al tot de veronderstelling, die later steeds meer ingang vond, dat er geen aantoonbaar bewijs is voor de continuïteit in de bewoningsgeschiedenis van het noorden van Nederland. In 1951 onderbouwde hij in zijn boek "Friesland tot de elfde eeuw" dat alle bewijzen ontbreken voor een aaneensluitende bewoningsgeschiedenis op de Friese terpen. Hij wees op het samenvloeien van Friese en Angelsaksische cultuur. In zijn optiek had het begrip "Friezen" sinds de Grote Volksverhuizing vooral een politieke betekenis, en niet zozeer een etnische. De bevolkingsgroei in deze periode bestond waarschijnlijk deels uit Angelen en Saksen - Angelsaksen of 'nieuwe Friezen'. Hiermee vond ook een taalvernieuwing plaats tot het Noordzee-Germaans, ook wel Inguaeoons genoemd.